# Tłuczań
Tłuczań ist eine Ortschaft mit einem Schulzenamt der Gemeinde Brzeźnica im Powiat Wadowicki der Woiwodschaft Kleinpolen in Polen.

## Geschichte
Der Ort wurde im Jahre 1353 als Tluczan erstmals urkundlich erwähnt, als der Besitzer und angebliche Gründer des Dorfes, Dziersław (Dzierżko) von Stogniowice, die Erlaubnis für den Bau einer Pfarrkirche erhielt. Im größten Teil hatte das Dorf gemeinsame Geschichte mit Chrząstowice und Kossowa.
Politisch gehörte das Dorf ursprünglich zum Herzogtum Auschwitz, dies bestand ab 1315 in der Zeit des polnischen Partikularismus. Seit 1327 bestand die Lehnsherrschaft des Königreichs Böhmen. Seit 1445 gehörte es zum Herzogtum Zator, dieses wurde im Jahr 1494 an Polen verkauft.
Bei der Ersten Teilung Polens wurde Tłuczań 1772 Teil des neuen Königreichs Galizien und Lodomerien des habsburgischen Kaiserreichs (ab 1804).
Im 19. und frühen 20. Jahrhundert wurde das Dorf in Tłuczań Dolna und Tłuczań Górna geteilt.
1918, nach dem Ende des Ersten Weltkriegs und dem Zusammenbruch der k.u.k. Monarchie, wurde Tłuczań wieder Bestandteil von Polen. Unterbrochen wurde dies nur durch die Besetzung Polens durch die Wehrmacht im Zweiten Weltkrieg.
Von 1975 bis 1998 gehörte Tłuczań zur Woiwodschaft Bielsko-Biała.

## Sehenswürdigkeiten
- Römisch-katholische Filialkirche aus Holz, gebaut 1644
- Gemauerte Kirche, gebaut 1946–1948

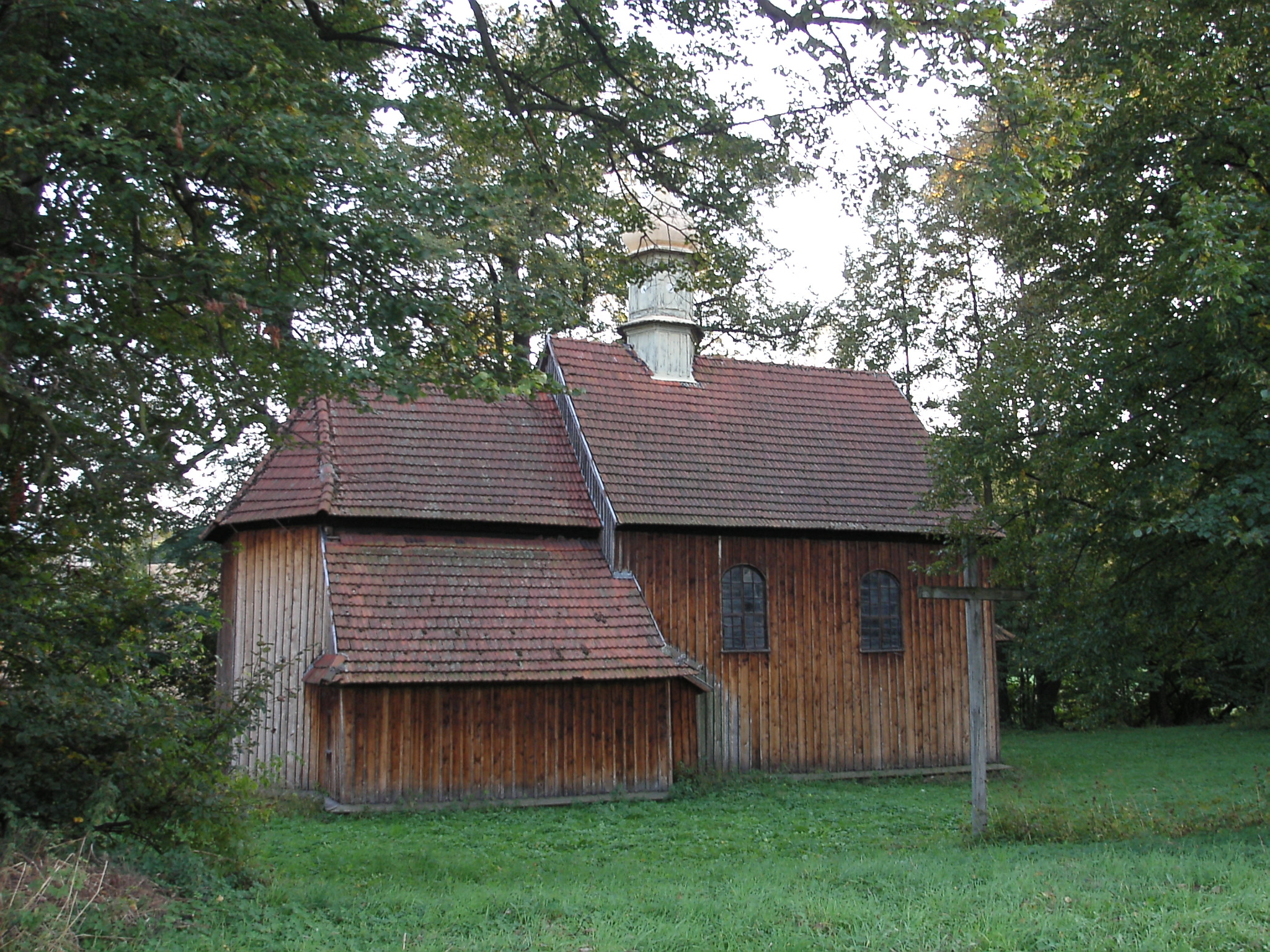
Holzkirche